# Diocèse de Port-Vila
Le diocèse de Port-Vila est une Église particulière de l’Église catholique couvrant l'État souverain du Vanuatu, dans le Pacifique, soit 12 281,25 km2 et 234 023 habitants (2009). Le siège épiscopal du diocèse, créé le 21 juin 1966 par Paul VI à partir d'un vicariat apostolique érigé le 22 mars 1904 par Pie X et lui-même héritier d'une préfecture apostolique fondée par Léon XIII le 9 février 1901, est localisé à Port-Vila. Il s'agit d'un évêché suffragant de la province de Nouméa, qui comprend également l'archidiocèse de Nouméa et le diocèse de Wallis-et-Futuna.
Selon l'Annuario pontificio de 2004, le diocèse comptait 29 500 baptisés sur 205 000 habitants estimés, soit une part de 14,4 % de la population totale.
Le diocèse comprend 15 prêtres diocésains, 10 autres prêtres, 11 frères maristes, 1 diacre, 21 moines et 65 religieuses.

## Les préfets, vicaires apostoliques et évêques de Port-Vila

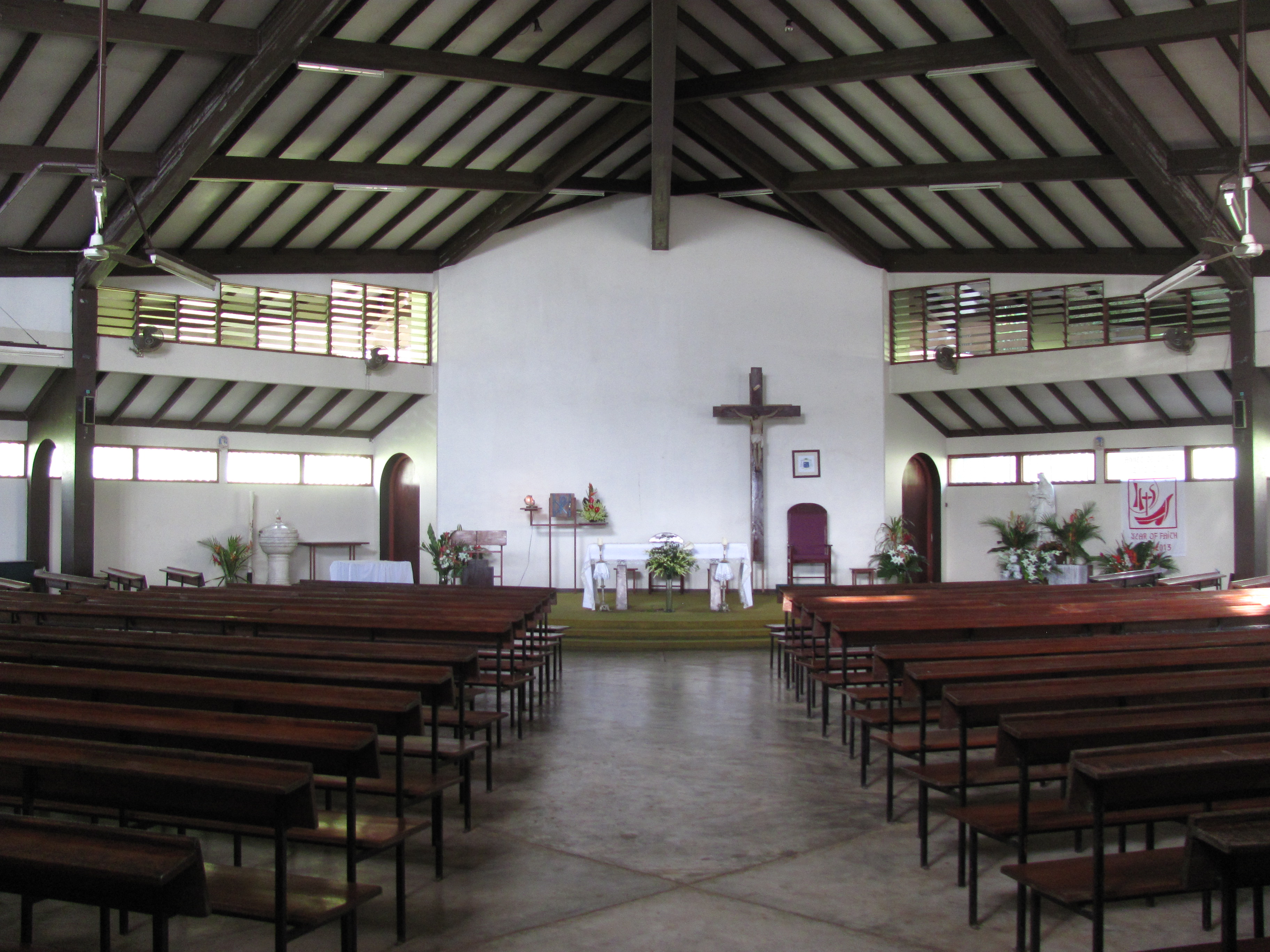
Cathédrale à Port Vila, Vanuatu

1. Isidore-Marie-Victor Douceré (1901-1939), préfet apostolique, puis vicaire apostolique
2. Jules Halbert (1939-1954), vicaire apostolique
3. Louis-Jean-Baptiste-Joseph Julliard (pl) (1955-1976, vicaire apostolique, puis évêque
4. Francis-Roland Lambert (1976-1996), évêque
5. Michel Visi (de) (1996-2007), évêque
6. John Bosco Baremes (2009- ), évêque